# Pierre-Yves Dermagne
Pierre-Yves Dermagne (ur. 30 grudnia 1980 w Namurze) – belgijski i waloński polityk, prawnik oraz samorządowiec, działacz Partii Socjalistycznej, w latach 2020–2025 wicepremier i minister na szczeblu federalnym.

## Życiorys
Z wykształcenia prawnik, w 2003 ukończył studia na Université catholique de Louvain. Podjął następnie praktykę w zawodzie adwokata. Zaangażował się w działalność polityczną w ramach walońskiej Partii Socjalistycznej. Był doradcą deputowanego i zastępcą dyrektora gabinetów politycznych w administracjach rządowych. W 2006 wybrany na radnego prowincji prowincji Namur oraz miejscowości Rochefort. W 2012 został członkiem miejskiej egzekutywy, a w latach 2018–2019 pełnił funkcję burmistrza Rochefort.
W 2014 i 2019 uzyskiwał mandat posła do Parlamentu Walońskiego. W 2017 po raz pierwszy pełnił funkcję ministra do spraw mieszkalnictwa i władz lokalnych w rządzie Regionu Walońskiego. Powrócił na nią w 2019. W październiku 2020 w nowym rządzie federalnym, na czele którego stanął Alexander De Croo, objął urzędy wicepremiera oraz ministra gospodarki i pracy. W 2024 został wybrany w skład Izby Reprezentantów. W lutym 2025 zakończył pełnienie funkcji rządowych.